# Buddy Lazier

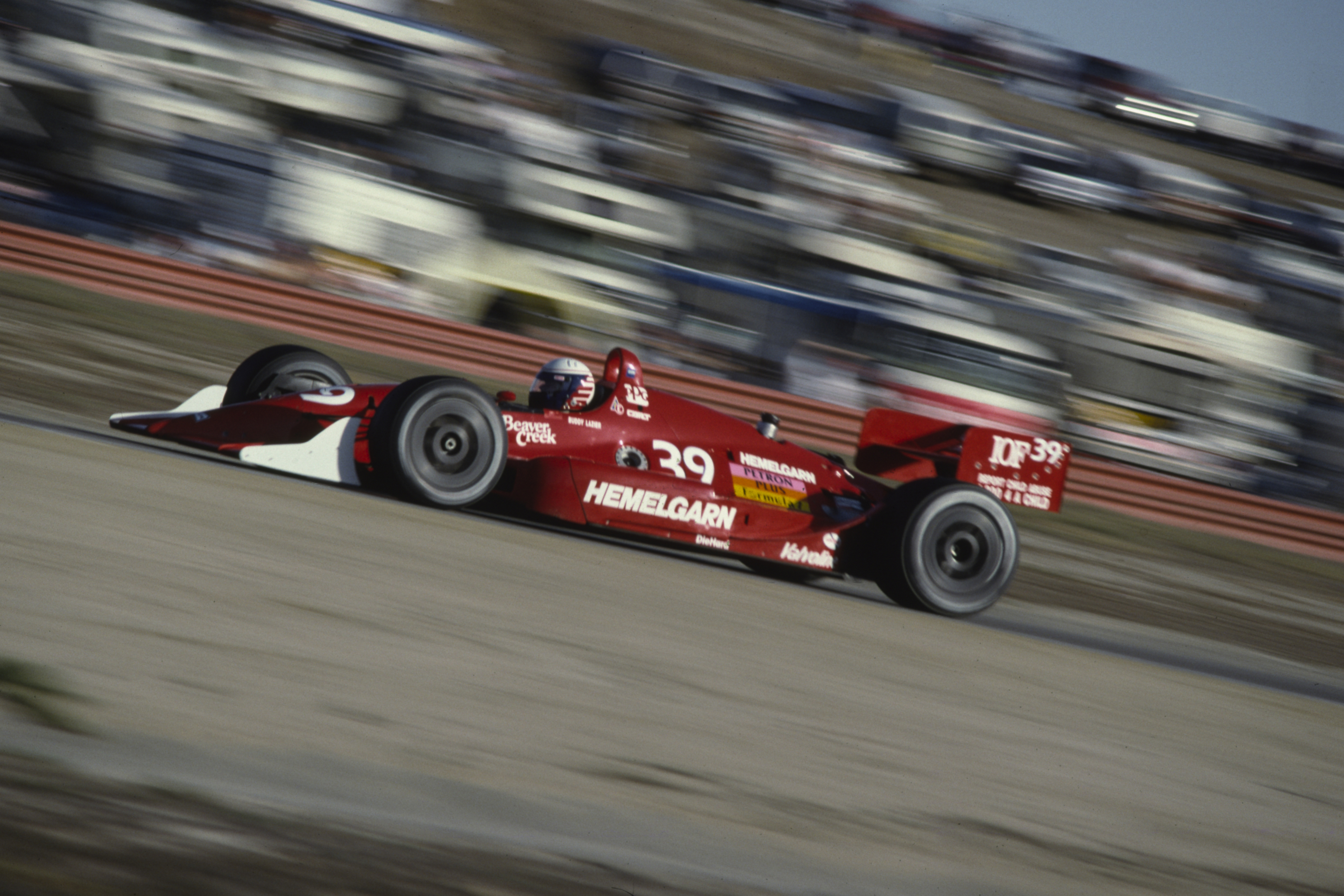
Lazier in 1991

Buddy Lazier (Vail (Colorado), 31 oktober 1967) is een Amerikaans autocoureur. Hij won het Indy Racing League-kampioenschap van 2000 en was de winnaar van de Indianapolis 500-race in 1996.

## Biografie
Lazier werd geboren in Vail, Colorado. Zijn vader Bob was autocoureur en zijn jongere broer Jaques Lazier rijdt eveneens in de IndyCar-series.

## Carrière

### Champ Car
Lazier reed tussen 1989 en 1995 in de Champ Car, echter nooit een volledig seizoen en hij kon in die jaren nooit een podiumplaats behalen. Zijn beste resultaat was een zevende plaats op het circuit van Michigan in 1992 en een 19de plaats in het kampioenschap van datzelfde jaar.

### Indy Racing League
Het eerste seizoen van de Indy Racing League bestond enkel uit drie races, maar Lazier won de belangrijkste. Hij werd de winnaar van de Indianapolis 500 race van 1996. Een jaar later won hij de race in Concord om dan twee jaar geen overwinningen meer te boeken. In 2000 won hij de races in Phoenix en Kentucky en werd kampioen dat jaar. Een jaar later kon hij vier keer winnen en eindigde tweede in het kampioenschap. Vanaf het seizoen 2007 reed hij alleen nog de Indianapolis 500 wedstrijd.

### Indianapolis 500
Lazier is tot nog toe betrokken geweest bij 20 ononderbroken Indianapolis 500 race weekends sinds 1989. Vier races kon hij niet starten (crash tijdens de training in 1989 en driemaal niet gekwalificeerd). Hij stond 16 keer aan de start van deze race en naast zijn overwinning van 1996, werd hij tweemaal tweede (in 1998 en 2000), derde in 1997 en vijfde in 2005. De laatste jaren waren de uitslagen wat minder met een 12de plaats in 2006, een 19de in 2007 en een 17de in 2008.

### Resultaten
Indy Racing League resultaten (aantal gereden races, aantal maal in de top 5 van een race, eindpositie kampioenschap en punten)
| Jaar | Races | 1ste | 2de | 3de | 4de | 5de | Rang | Ptn |
| ---- | ----- | ---- | --- | --- | --- | --- | ---- | --- |
| 1996 | 2     | 1    | -   | -   | -   | -   | 14   | 53  |
| 1997 | 10    | 1    | -   | -   | 1   | 1   | 8    | 209 |
| 1998 | 11    | -    | 2   | 1   | -   | -   | 5    | 262 |
| 1999 | 10    | -    | 1   | -   | 1   | 1   | 6    | 224 |
| 2000 | 9     | 2    | 3   | -   | 1   | -   | 1    | 290 |
| 2001 | 13    | 4    | -   | 1   | 1   | 1   | 2    | 398 |
| 2002 | 15    | -    | -   | 2   | -   | -   | 8    | 305 |
| 2003 | 13    | -    | -   | -   | -   | -   | 19   | 201 |
| 2004 | 1     | -    | -   | -   | -   | -   | 30   | 12  |
| 2005 | 6     | -    | -   | -   | -   | 1   | 23   | 140 |
| 2006 | 8     | -    | -   | -   | -   | 1   | 18   | 122 |
| 2007 | 1     | -    | -   | -   | -   | -   | 28   | 12  |
| 2008 | 1     | -    | -   | -   | -   | -   | 37   | 13  |
| 2013 | 1     | -    | -   | -   | -   | -   | 38   | 8   |